# Golem
Pour les articles homonymes, voir Golem (homonymie).
Ne doit pas être confondu avec Gollum.
Un golem (hébreu : גולם, « embryon », « informe » ou « inachevé ») est, dans la mystique puis la mythologie juive, un être artificiel, généralement humanoïde, fait d’argile, incapable de parole et dépourvu de libre-arbitre, façonné afin d’assister ou défendre son créateur.
Déjà mentionné dans la littérature talmudique, il acquiert une popularité considérable dans le folklore juif d’Europe centrale, où il est associé à la figure du Maharal de Prague et aux accusations de meurtre rituel envers les Juifs. Dans l’une des versions les plus populaires de sa légende, reprise par certains contes chrétiens, il naît de la terre glaise après que quatre sages, figurant les quatre éléments, ont pourvu sa matière informe de leurs attributs ; sur son front figure le mot emet (אמת, « vérité ») qui devient, lorsque sa première lettre est effacée, met (מת, « mort »), faisant retourner l’homme artificiel à la poussière.
Négligeant la spécificité de cette créature, quelques auteurs affirment que les légendes du golem auraient pu inspirer bon nombre de figures de l’imaginaire moderne dont le monstre de Frankenstein (dans sa version filmée) ou Superman.

## Le golem dans les sources juives
La première occurrence du terme golem apparaît en Psaumes 139:16 : « Galmi (i.e. mon golem) tes yeux ont vu » — le psalmiste loue ainsi Dieu qui le connaît avant même que sa chair n’ait pris forme. Commentant ce verset, Rabbi Yonathan interprète le golem comme un embryon dont les membres n’ont pas encore été formés et la Mishna désigne figurativement comme golem la personne dont les dons intellectuels et sociaux sont demeurés à l’état brut.
Se basant sur le même verset, le Talmud enseigne que Dieu, créant Adam, le fit d’abord golem, l’élevant du sol au firmament avant de lui insuffler son âme. Par ailleurs, comme « ce sont vos fautes qui ont creusé un abîme entre vous et votre Dieu » (Isaïe 59:2), Rava, commentateur babylonien du IVe siècle, affirme que les justes qui se sont préservés des fautes pourraient, s’ils en avaient envie, créer un monde. Il crée donc un homme qu’il envoie aider Rabbi Zeira mais celui-ci, s’apercevant que « l’homme » ne lui répond pas, comprend sa nature et lui ordonne de retourner à la poussière. De même, Rav Hanina et Rav Ochaya façonnent un veau en consacrant toutes les veilles de chabbat à étudier le Sefer Yetsira.
Il n’est pas certain qu’il s’agisse là du Sefer Yetsira connu comme le plus ancien traité de mystique juive (certains exégètes penchent plutôt pour un surnom au Livre de la Genèse) mais cette hypothèse est retenue par la croyance populaire, prompte à reconnaître la puissance créatrice des lettres hébraïques. Le Sefer Yetsira est étudié au Moyen Âge afin de créer et animer un golem, à la suite d'une expérience extatique induite par l’usage rituel de diverses lettres de l’alphabet hébraïque formant l’un des noms de Dieu,.

## La légende de rabbi Loew

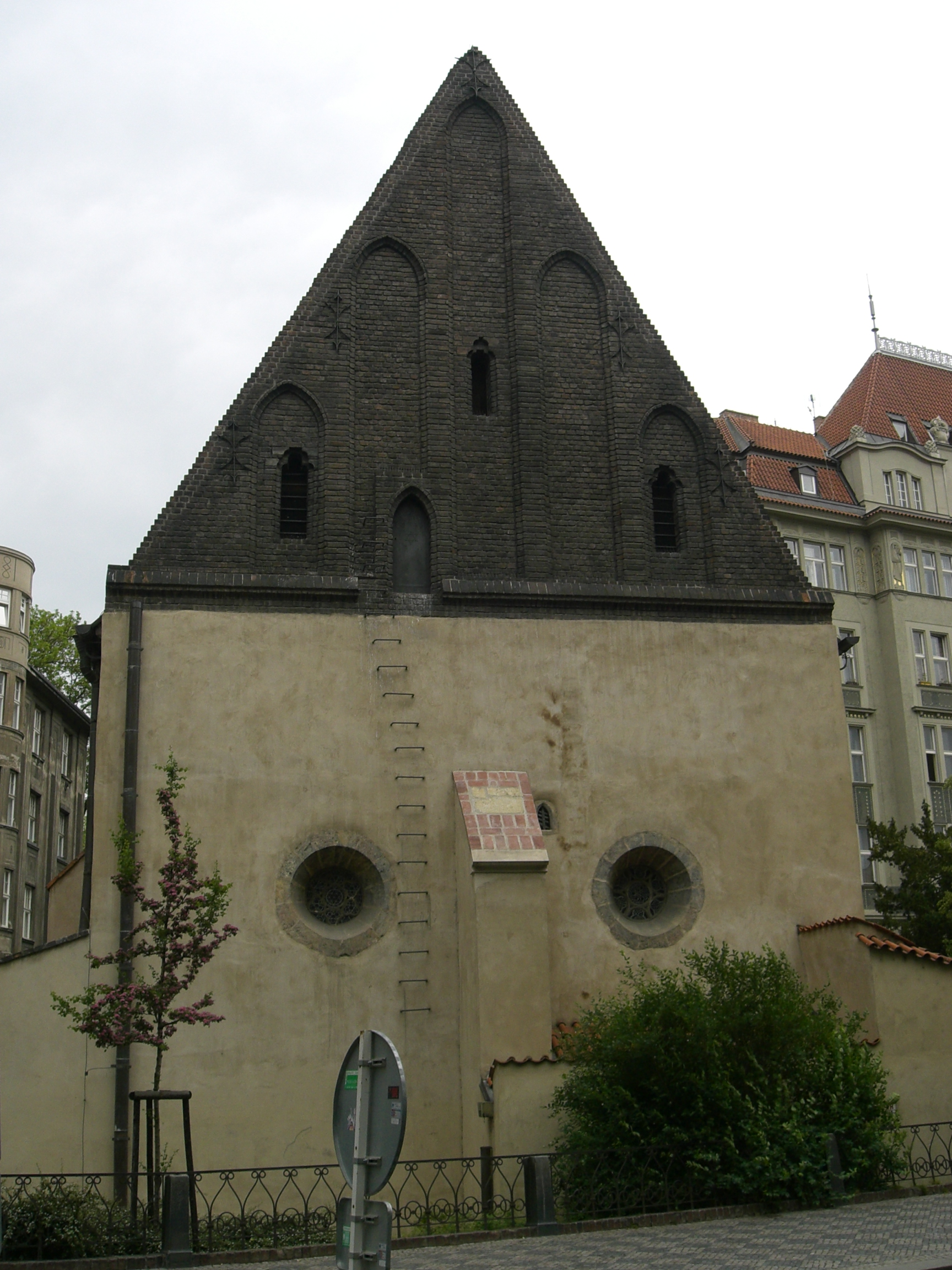
La façade arrière de la synagogue Vieille-Nouvelle à Prague où l’on voit les barreaux scellés dans le mur qui permettent d’accéder aux combles.

Selon d’autres sources, le rabbin qui l’a conçu au XVIe siècle, était le Maharal de Prague nommé Yehudah-Leib ou Loew ben Bezabel.
Son but était de défendre la communauté des pogroms.
Il lui a donné la vie en inscrivant EMET(H) (אמת, vérité en hébreu et un des noms de Dieu) sur son front et en introduisant dans sa bouche un parchemin sur lequel était inscrit le nom ineffable de Dieu, parfois dit Hachem (Le Nom) pour ne pas le prononcer.
Pour l'arrêter, il fallait effacer la première lettre (l'aleph) car MET(H)(מת) signifie mort. Le golem étant devenu trop grand pour que le rabbin pût effacer l'aleph, rabbi Loew lui demanda de lacer ses chaussures, ce qu’il fit. La créature se baissa et mit son front à portée de son créateur, le golem redevint ce qui avait servi à sa création : de la terre glaise.
Une légende veut que le golem inactif soit entreposé dans la genizah (entrepôt des vieux manuscrits hébreux, il est interdit de jeter des écrits qui contiennent le nom du très-haut) de la communauté juive de Prague, qui se trouve dans les combles de la synagogue Vieille-Nouvelle de Josefov, qui serait d'ailleurs toujours scellée et gardée.

## La vision actuelle du golem
La légende du golem a inspiré de nombreux auteurs au fil des années, et la créature a été utilisée dans de nombreuses œuvres fantastiques avec plus ou moins de fidélité à la légende originelle.
Si certaines œuvres font clairement référence à la créature juive, la plupart des œuvres médiévales-fantastiques utilisent le mot golem pour désigner n’importe quelle créature humanoïde créée à partir de matière inerte par un magicien. Le plus souvent, il n’est plus question de tradition juive, de mots placés dans la bouche ou la tête de la créature, et celle-ci n’est plus forcément faite d’argile.
Le mot golem n’est d’ailleurs plus toujours utilisé pour décrire ces créatures. Il est souvent question d’« élémentaux » (créature faite d’un élément) ou tout simplement de noms inventés par l’auteur. Néanmoins, on reconnaît toujours la notion de serviteur créé par l’homme, qui renvoie à la légende originelle.
Le golem inspira directement le folklore yiddish : de nombreuses troupes de théâtre juives d’Europe de l’Est jouaient des adaptations de la légende du golem. Le golem et ses variations sont présents dans la majorité des médias (séries télévisées, dessins animés, bande dessinées, romans, films, jeux vidéo, etc.).
Plus récemment, le terme « golem » a été repris par l'extrême-droite, originellement sur le forum anglophone 4chan, puis sur le forum 18-25 de jeuxvideo.com, pour désigner une personne dépourvue de libre arbitre et obéissante. Selon les journalistes Maxime Macé et Pierre Plottu de Libération, ce sens renvoie en particulier à un imaginaire antisémite ou complotiste.

## Dans les arts et la culture populaire

### Filmographie

#### Cinéma

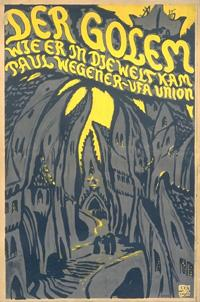
Affiche du film Le Golem réalisé par Paul Wegener en 1920.

Le golem inspira aussi le cinéma allemand du début du XXe siècle.
- Le cinéaste Paul Wegener réalisa Le Golem en 1915, puis en 1917, Le Golem et la Danseuse et en 1920 Le Golem, Comment au monde il est venu.
- 1922 : Une version inspirée du Golem expressionniste[12] de Paul Wegener (1922) a été réalisée en dessin animé par Gyora Gal Glupczynski (Atelier de Production de La Cambre - Bruxelles 1983)[réf. nécessaire].
- Le Golem est également un film fantastique de Julien Duvivier sorti en 1936.
- 1952 : Martin Frič, cinéaste tchécoslovaque, qui, sous le titre Le Golem (cs) (Císařův pekař - Pekařův císař, littéralement « Le Boulanger de l’Empereur et l’Empereur des Boulangers »), réalise en 1951 deux films qui sont présentés en un seul en Europe dès 1952 sous le titre Le Boulanger de l'empereur.
- 2011 : Dans Iron Invader (en), des bactéries extraterrestres ont animé un golem de fer.

#### Téléfilm
- 1967 : Le Golem réalisé par Jean Kerchbron.

### Littérature

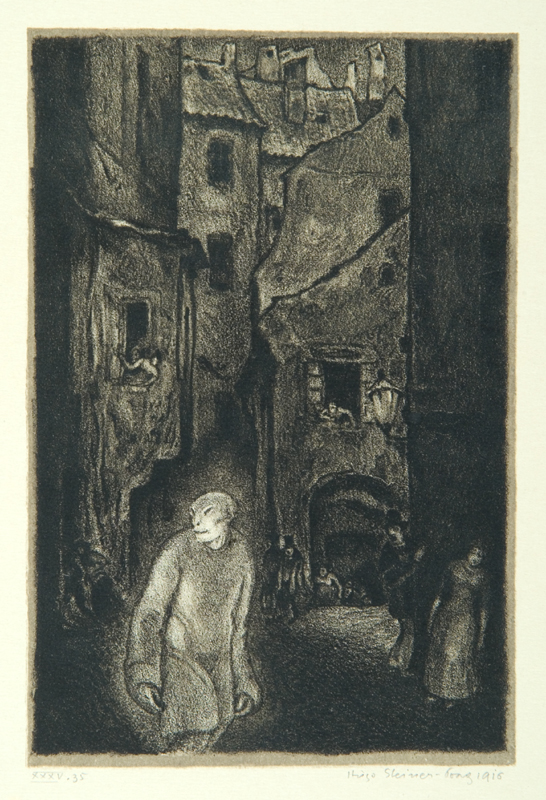
L'apparition du Golem (1916), illustration de Hugo Steiner-Prag pour Le Golem, roman de Gustav Meyrink.

#### Roman
- Le Golem, de Gustav Meyrink paru en 1915.
- Le Kabbaliste de Prague, de Marek Halter, paru en 2010.
- Golem, de Pierre Assouline, paru en 2016.
- Isaac Bashevis Singer (1904-1991), écrivain yiddish, et prix Nobel de littérature en 1978, a également écrit sa propre version, Le Golem, publiée en yiddish en 1969 puis réécrite et traduite en anglais en 1982.
- Pieds d’argile (1996), roman des Annales du Disque-monde de Terry Pratchett, met en scène des golems qui créent eux-mêmes un golem pour en faire leur roi.
- Dans son roman Golems (2004), Alain Delbe imagine que des occultistes nazis (Otto Rahn et Wiligut) vont sur l’ordre de Himmler arracher aux Juifs de Prague le secret du Golem.
- La légende du Golem de Prague est adaptée dans la tétralogie de fantasy, L’Âge de la déraison de Greg Keyes : il aurait alors été créé par Isaac Newton grâce à l’alchimie.
- Le mythe du Golem occupe une place importante dans La Procédure de Harry Mulisch, où le narrateur, biologiste contemporain, réussit à créer un être humain.
- Le Maître des Golems apparaît également dans Le Concile de fer de China Miéville.
- Dans la collection grand détectives (10/18), le thème central du livre Les Pièges du crépuscule de Frank Tallis est la reproduction d’un golem dans la Vienne du début du XXe siècle.
- Dans son recueil de nouvelles Les Oliviers du Négus[13], Laurent Gaudé fait du Golem un des personnages principaux de sa troisième nouvelle Je finirai à terre. Au cours de la Première Guerre mondiale, la terre elle-même fabrique le Golem, pour se venger des blessures que les hommes lui infligent.
- Dans son recueil de nouvelles Loin à l'intérieur (Prix Littré 2006), Armand Cabasson place un Golem au cœur de sa nouvelle intitulée Cassés comme des Bois Verts.
- Le Golem d'Hollywood de Jonathan Kellerman et Jesse Kellerman paru en 2015, enquête policière fondée sur la légende du Golem de Prague et de son créateur le Maharal.
- Le retour du Golem de Jean-François Vilar. Une nouvelle parue en 1991 dans le recueil La Ville est un roman (Denoël), dont l'action se situe juste après le printemps de Prague puis au moment de la Révolution de velours.
- Dans le tome 2 de la trilogie Bartiméus, L’œil du Golem, de Jonathan Stroud, paru en 2004, la figure du Golem tient une place importante au cœur de l'intrigue.
- Dans Les Extraordinaires Aventures de Kavalier et Clay de l’écrivain américain Michael Chabon, récompensé par le prix Pulitzer en 2001, le Golem de Prague est une figure importante dans la mise en place de l’intrigue, au cœur de la Seconde Guerre mondiale.

#### Bande dessinée
- Le Golem est le titre du premier album de la série Carland Cross de Michel Oleffe (scénario) et Olivier Grenson (dessin), aux éditions Lefrancq et paru en 1990.
- Dans les aventures de Bob Morane, L’Arbre de l’Éden (texte Vernes, dessin Coria, édition Le Lombard, 1994), une communauté juive est protégée par les Golems traquant les partisans de l’« Ordre noir ».
- L'album Le silence de Malka de Jorge Zentner (scénariste) et Rubén Pellejero (dessinateur), chez Casterman, primée au festival d'Angoulême 1997, donne une relecture originale de la légende du Golem. L'intrigue se déroule principalement en Argentine tout à la fin du XIXe siècle.
- Le Golem est un personnage récurrent du scénariste et dessinateur Joann Sfar. Il apparaît dans une de ses premières œuvres, Le Petit Monde du Golem, 1998, aux éditions L'Association et, entre autres, dans l’album du Grand Vampire Le peuple est un golem paru aux éditions Delcourt en 2005.
- Le Legs de l'alchimiste (bande dessinée) de Bachelier et Hubert (édition Glénat) fait une large place au personnage du Golem ainsi que des références à la légende de Rabbi Loew dans ses tomes 1 (Joachim Overbeck, 2002) et 5 (Anna et Zaccharia, 2007).

### Musique
- The Golem (en) est un album de Black Francis, commandé par le Festival du film de San Francisco en 2008, pour être joué lors de la projection du film de Paul Wegener : Le Golem[réf. nécessaire]

### Jeux Vidéo
- Gringolem et Golemastoc sont deux Pokémon inspirés du Golem de Prague.
- Les jeux de la franchise Minecraft contiennent de nombreux types de golems.
- En 2023, les Golems sont un nouveau type d'ennemis introduit dans The Legend of Zelda: Tears of the Kingdom.

### Études
- (en) Elizabeth R. Baer, The Golem Redux : From Prague to Post-Holocaust Fiction, Detroit (Michigan), Wayne State University Press, 2012, 240 p. (ISBN 978-0-8143-3626-7 et 0-8143-3626-4, présentation en ligne).
- Florian Balduc, De Faust au Golem : histoire et mensonges derrière la légende, La Fresnaie-Fayel, Editions Otrante, 2019, 334 p. (ISBN 979-10-97279-05-9, présentation en ligne).
- (en) Ksenija Bilbija, « From Golem to Plastisex : An Analytical Survey of Spanish American Fantastic Literature », Journal of the Fantastic in the Arts, International Association for the Fantastic in the Arts, vol. 7, nos 2/3 (26/27) « Special Issue on The Golem—Rabbi Loew and His Legacy : The Golem in Literature and Film »,‎ 1995, p. 201-214 (JSTOR 43308242).
- (en) Peter G. Christensen, « Abraham Rothberg's The Sword of the Golem : The Use of the Fantastic in Defense of Judaism », Journal of the Fantastic in the Arts, International Association for the Fantastic in the Arts, vol. 7, nos 2/3 (26/27) « Special Issue on The Golem—Rabbi Loew and His Legacy : The Golem in Literature and Film »,‎ 1995, p. 163-176 (JSTOR 43308239).
- (en) Collectif, Jewish Encyclopedia, New York, Jewish Encyclopedia (Funk & Wagnalls), 1906 (lire en ligne), « Golem ».
- (en) Norma Contrada, « Golem and Robot : A Search for Connections », Journal of the Fantastic in the Arts, International Association for the Fantastic in the Arts, vol. 7, nos 2/3 (26/27) « Special Issue on The Golem—Rabbi Loew and His Legacy : The Golem in Literature and Film »,‎ 1995, p. 244-254 (JSTOR 43308245).
- (en) Jane P. Davidson, « Golem — Frankenstein — Golem of Your Own », Journal of the Fantastic in the Arts, International Association for the Fantastic in the Arts, vol. 7, nos 2/3 (26/27) « Special Issue on The Golem—Rabbi Loew and His Legacy : The Golem in Literature and Film »,‎ 1995, p. 228-243 (JSTOR 43308244).
- (en) Terri Frongia, « Tales of Old Prague : Of Ghettos, Passover, and the Blood Libel », Journal of the Fantastic in the Arts, International Association for the Fantastic in the Arts, vol. 7, nos 2/3 (26/27) « Special Issue on The Golem—Rabbi Loew and His Legacy : The Golem in Literature and Film »,‎ 1995, p. 146-162 (JSTOR 43308238).
- (en) Cathy S. Gelbin, The Golem Returns : From German Romantic Literature to Global Jewish Culture, 1808-2008, Ann Arbor, University of Michigan Press, coll. « Social History, Popular Culture, and Politics in Germany », 2011, IX-212 p. (ISBN 978-0-472-11759-8 et 0472117599, présentation en ligne).
- Yvon Gérault, « Les très riches heures cinématographiques du Golem », La Chaîne d'union, Paris, Grand Orient de France, no 56 « Le triangle et la caméra »,‎ avril 2011, p. 28-39 (ISSN 0292-8000, DOI 10.3917/cdu.056.0028, lire en ligne).
- (en) Arnold L. Goldsmith, The Golem Remembered, 1909-1980 : Variations of a Jewish Legend, Detroit (Michigan), Wayne State University Press, 1981, 181 p. (ISBN 0-8143-1683-2).
- (en) David M. Honigsberg, « Rava's Golem », Journal of the Fantastic in the Arts, International Association for the Fantastic in the Arts, vol. 7, nos 2/3 (26/27) « Special Issue on The Golem—Rabbi Loew and His Legacy : The Golem in Literature and Film »,‎ 1995, p. 137-145 (JSTOR 43308237).
- Moshé Idel (trad. de l'anglais par Cyrille Aslanoff, préf. Henri Atlan), Le Golem [« Golem : Jewish Magical and Mystical Traditions on the Artificial Anthropoid »], Paris, Éditions du Cerf, coll. « Patrimoines. Judaïsme », 1992, 426 p. (ISBN 2-204-04583-7, présentation en ligne), [présentation en ligne], [présentation en ligne].
- (en) Maureen T. Krause, « Introduction : « Bereshit bara Elohim » : A Survey of the Genesis and Evolution of the Golem », Journal of the Fantastic in the Arts, International Association for the Fantastic in the Arts, vol. 7, nos 2/3 (26/27) « Special Issue on The Golem—Rabbi Loew and His Legacy : The Golem in Literature and Film »,‎ 1995, p. 113-136 (JSTOR 43308236).
- (en) Maureen T. Krause, « Selective Glossary », Journal of the Fantastic in the Arts, International Association for the Fantastic in the Arts, vol. 7, nos 2/3 (26/27) « Special Issue on The Golem—Rabbi Loew and His Legacy : The Golem in Literature and Film »,‎ 1995, p. 269-271 (JSTOR 43308247).
- (en) Mike Pinsky, « The Mistaken Mistake : Permutations of the Golem Legend », Journal of the Fantastic in the Arts, International Association for the Fantastic in the Arts, vol. 7, nos 2/3 (26/27) « Special Issue on The Golem—Rabbi Loew and His Legacy : The Golem in Literature and Film »,‎ 1995, p. 215-227 (JSTOR 43308243).
- Harald Salfellner (trad. Didier Debord), Le Golem de Prague : légendes juives du ghetto, Prague, Vitalis-Verlag, 2007, 64 p. (ISBN 978-80-7253-110-3).
- (en) Diane Sautter, « Erotic and Existential Paradoxes of the Golem : Marge Piercey's He, She and It », Journal of the Fantastic in the Arts, International Association for the Fantastic in the Arts, vol. 7, nos 2/3 (26/27) « Special Issue on The Golem—Rabbi Loew and His Legacy : The Golem in Literature and Film »,‎ 1995, p. 255-268 (JSTOR 43308246).
- (en) Evans Lansing Smith, « The Golem and the Garland of Letters in Borges and Broch », Journal of the Fantastic in the Arts, International Association for the Fantastic in the Arts, vol. 7, nos 2/3 (26/27) « Special Issue on The Golem—Rabbi Loew and His Legacy : The Golem in Literature and Film »,‎ 1995, p. 177-190 (JSTOR 43308240).
- (en) Walter A. Strauss, « The Golem on the Operatic Stage : Nature's Warning », Journal of the Fantastic in the Arts, International Association for the Fantastic in the Arts, vol. 7, nos 2/3 (26/27) « Special Issue on The Golem—Rabbi Loew and His Legacy : The Golem in Literature and Film »,‎ 1995, p. 191-200 (JSTOR 43308241).
- (en) Joshua Trachtenberg (préf. Moshé Idel), Jewish Magic and Superstition : A Study in Folk Religion, Philadelphie, Pennsylvania University Press, coll. « Patrimoines. Judaïsme », 2004, XXX-356 p. (ISBN 0-8122-1862-0, présentation en ligne)Reproduction de l'édition de New York : Behrman's Jewish Book House, 1939.

### Littérature
- Marek Halter, Le Kabbaliste de Prague : roman, Paris, Robert Laffont, Paris, avril 2010, 281 p. (ISBN 978-2-221-11353-0)
- Gustav Meyrink (trad. de l'allemand par Jean-Pierre Lefebvre), Le Golem [« Der Golem »], Paris, Flammarion, coll. « GF » (no 1098), 2003, 321 p. (ISBN 2-08-071098-2, présentation en ligne sur le site NooSFere).
- Elie Wiesel, Le Golem, (illustrations Mark Podwal, 1983), Éditions du Rocher / Éditions Bibliophane, Monaco, 1998,  (ISBN 2 268 030431)